# ميشلشتات
ميشل اشتات (بالألمانية: Michelstadt) هي بلدة، Gemarkung، مدينة و بلدة ألمانية تقع في ألمانيا في Odenwaldkreis. يقدر عدد سكانها بـ 17,059 نسمة .

## المدن التوأمة
مدن Rumilly و هولست هي مدن توأمة لـميشل اشتات.

## أعلام
- فريدريش لودويغ كناب
- أوتو ران
- رولف بيك
- ريبيكا هورن